# 梁習
梁 習（りょう しゅう、? - 230年）は、後漢末から三国時代にかけての武将・政治家。字は子虞。梁施の父。豫州陳郡柘県の人。
『三国志』魏志「劉司馬梁張温賈伝」に伝がある。裴松之によると、『魏略』では徐福・厳幹・李義・張既・游楚・裴潜・趙儼・韓宣・黄朗と同じ巻に収録されていたという（『三国志』魏志「裴潜伝」注）。

## 生涯
郡の綱紀であったが、曹操が司空になると召し出されて漳県長となった。乗氏・海西・下邳の県令を累転し、所在で治名があった。
海西県令であった時、海西・淮浦の住民が反乱を起こしたので、都尉の衛弥と共に広陵郡の綱紀であった徐宣を救出した（『三国志』魏志「徐宣伝」）。
中央に戻って西曹令史となり、やがて西曹属に昇進した。同僚の王思が曹操の不興を買うと、不在だった王思の身代わりとなって出頭した。王思は駆け付けて罪を自白し、死刑を受けようとした。曹操は両者を義士であると感嘆した。
曹操は高幹に勝利して并州を支配下に置くと、梁習を別部司馬として并州刺史を代行させた。この時の并州は、高幹の影響で南匈奴が跳梁跋扈し、官吏民衆はその部落へ亡命し、更に武装豪族が割拠して争いを繰り返している有様だった。梁習は有力者達を厚く招聘し、幕府に推挙することで排除した。成人男子を義勇兵として徴用して曹操軍に組み入れ、その家族を鄴へ移住させ、その数は数万口となった。命令に従わない者は武力で討伐し、4桁の首級と5桁の捕虜を得た。単于は恭順し、名王は平伏し、部曲は戸籍に編入されている者と同様に職務へ就いた。
こうして辺境は粛清され、百姓は野に満ちて農業に勤務し、禁令は行なわれた。梁習が推挙した常林・楊俊・王淩・王象・荀緯は、みな出世した（『三国志』魏志「常林伝」）。曹操は梁習を評価して関内侯の爵位を授け、改めて真の刺史とした。長老たちは、自分たちの聞き知る刺史の中で梁習に及ぶ者はいないと称賛した。
213年、并州と冀州が合併することになると、梁習は議郎・西部都督従事となり、元の部曲を統括した。上党へ使いし、鄴の宮殿へ大きな木材を徴発した。屯田都尉を2人置いて人夫600人を率いさせ、道路沿いに豆と粟を植えて人畜の費用に充てるようにと上表した。
并州で略奪を繰り返し恐れられていた鮮卑の育延を斬首し、残党を震え上がらせた。217年に烏桓の魯昔が謀叛を起こすと、鮮卑を使ってこれを討ち取った（『魏略』）。
単于が入朝し、西北に憂慮が無くなったのは、梁習の功績とされた。
曹丕（文帝）が即位して并州が再び設置されると、梁習が再び刺史となり、申門亭侯に進封され百戸の所領を得た。梁習の政治は、常に天下で最も優れているとされた。
225年、鮮卑の軻比能を討伐し、大勝した（『三国志』魏志「文帝紀」）
228年、曹叡（明帝）に召されて大司農となった。梁習は20年余りも刺史を務めたにもかかわらず、私腹を肥やさず貧しい暮らしをしていたので、明帝は梁習を厚遇した上で賜り物を与え、功績を労った。
230年に亡くなり、子の梁施が後を継いだ。
小説『三国志演義』には登場しない。

## 参考資料
- 『三国志』